# 龚啸岚
龚啸岚（1915年—1996年10月7日），笔名念禾，男，湖北房县人，中国剧作家、戏剧理论家、导演，中国戏剧家协会理事。